# 鄭海泉
鄭海泉，GBS，OBE，JP（1948年7月16日—2022年8月28日），香港銀行家，曾任香港上海滙豐銀行亞太區主席。他是滙豐控股有限公司首位華人執行董事。大學時為中大學生會第二屆內閣副會長，參與政治活動，被英屬香港時期隸屬於皇家香港警務處的政治部稱為「極端激進分子」（extremely radical）。

## 生平
鄭海泉在1948年出生於一個6口之家，是家中長子，父母皆為水果小販。鄭海泉出生後不久便患上小兒麻痹症，長大後須使用拐杖走路。他在1960年畢業於深水埗大南街南英中學（小學部，同屆同學尚有已故體育評述員雷禮義）。鄭海泉曾先後入讀福華街實用中學（1960年至1963年，中一至中三，藍鴻震為其老師）和九龍工業學校（1963年入讀，1965年中五，與前差餉物業估價署署長老興忠及新加坡國立大學教授倪亦靖為同班同學），中五畢業後因原校沒有開設預科而投身社會，一邊在律師樓任職文員，一邊獲香樹輝提議到夜校（九龍總商會英文中學）完成中七預科課程。當時鄭海泉轉到中華電力公司任職初級文員，後來於1969年考入香港中文大學新亞書院經濟學系（二級榮譽甲等，1973年畢業，新亞書院），繼而前往紐西蘭奧克蘭大學修讀經濟學系哲學碩士學位。此前他於就讀大學時曾到界限街建中中學任教。
他本來於大學畢業後在香港心光盲人院暨學校工作了兩年，期間認識了一位紐西蘭的盲人，獲對方建議到學費較便宜的紐西蘭升學，一圓出國深造的想法。在紐西蘭就學時，鄭海泉曾因生活拮据而任職洗碗工，其後他找到一份人工較高的兼職簿記工作，脫離「洗大餅」生活。
1978年，鄭海泉加入香港上海滙豐銀行集團財務部，後來其主管現居美國的胡先生透露一件鮮為人知的事，鄭面試職位時，本遜於另一位港大求職者，但鄭幸得一位曾在學生會共事的中大同學認為鄭該有社會良心，故暗中極力推薦，鄭才得以從此平步青雲；曾出任首席經濟研究員、經濟及業務策略研究部高級經理、財務主管及總經理等職位。直至1991年10月9日，鄭海泉獲委任為立法局委任議員。1995年，獲委任為滙控集團總經理及香港上海滙豐銀行執行董事，是首位出任該職位的華人。港督彭定康亦委任他為行政局議員。
及後於1998年，鄭海泉調任恒生銀行副董事長兼行政總裁。2005年5月接替退休的艾爾敦，出任香港上海滙豐銀行有限公司主席，成為滙控集團創立139年來，首位擔任此職務的華人，也是在滙控集團內職位最高的華人。同時，他也出任滙控集團常務總監，以及太古公司董事。2007年，滙豐銀行（中國）有限公司成立，鄭海泉出任該行的董事長。2008年2月獲委任為滙豐控股有限公司執行董事。2009年7月則獲委任為香港鐵路有限公司獨立非執行董事。至2009年9月，香港中文大學委任鄭海泉為校董會主席，同年10月24日就任。
2009年9月25日，滙豐銀行宣佈鄭海泉將卸任香港上海滙豐銀行亞太區主席，但仍然擔任執行董事、滙豐中國董事長兼滙豐台灣區主席。兩年後，即2011年2月25日，滙豐銀行宣佈鄭海泉於同年五月退休。2011年5月28日，鄭海泉正式退任执行董事职务。

## 逝世
2022年8月28日，鄭海泉於跑馬地養和醫院逝世，享壽74歲，傳媒報道指他離世前患有鼻咽癌。
2022年9月21日，鄭海泉的安息禮拜於聖公會聖約翰座堂舉行，由財政司司長陳茂波、行會成員鄭慕智、中文大學校長段崇智等人扶靈。前特首曾蔭權伉儷、自由黨立法會議員張宇人、實政圓桌立法會議員田北辰等人出席憑弔。

## 管理哲學
鄭海泉在恒生工作的6年半時間裏，恒生的業務穩步發展，股價由1998年的30多元猛漲至目前的100多元。鄭海泉的管理哲學是視僱員為老闆，提倡下屬評價老闆的工作。最令他自豪的是，即使經歷了香港的經濟低谷，恒生在他的領導下，卻沒有裁過一個僱員。他不斷為僱員提供內部培訓，以便他們能適應新的工作。"Don't live in the past"（「不要活在過去」）是鄭海泉的格言。他認為即使身為CEO，也會作出過錯誤決定，最緊要千萬不可讓這些過錯變成絆腳石。

## 教席
他亦曾於2000年及2001年獲浙江大學及深圳大學委任為客座教授，2000年獲委為西南財經大學榮譽教授。

## 曾任公職
- 香港政府中央政策組成員（1989年－1991年）
- 立法局委任議員（1991年－1995年）
- 中華人民共和國港事顧問（1994年－1997年）
- 行政局議員（1995年－1997年）
- 恒生商學書院校董會主席（1998年－2005年）
- 香港特別行政區行政會議成員及立法會議員薪津獨立委員會成員（2002年－2006年）
- 強制性公積金計劃諮詢委員會主席
- 香港工商專業聯會副主席
- 香港芭蕾舞團董事
- 創新科技委員會成員
- 經濟諮詢委員會成員
- 工業及科技發展局成員
- 香港紅十字會顧問團委員
- 香港中文大学校董会主席（2009年－2015年）
- 香港中文大學新亞書院校董（1998年－2022年）
- 衞奕信勳爵文物信託受託人委員會主席（1999年4月1日－2007年3月31日）
- 香港特別行政區行政會議成員及立法會議員薪津獨立委員會主席（2006年－2012年）
- 期貨事務監察委員會程序覆檢委員會主席
- 證券及期貨事務監察委員會之程序覆檢委員會委員
- 香港特別行政區政府之首長級薪俸及服務條件常務委員會委員
- 香港銀行學會副會長
- 北京市政協委員
- 香港金融管理局土地基金諮詢委員會委員
- 長遠房屋策略諮詢委員會委員
- 選舉委員會（金融界別分組）委員會成員
- 香港公益金名譽副會長
- 中央政策組策略發展委員會成員
- 香港復康會名譽副會長
- 海港商界論壇發言人

## 獲得榮譽
- 非官守太平紳士（JP）
- 英帝國官佐勳章（OBE）（1994年）
- 香港中文大學頒授榮譽院士（2002年）
- 香港董事學會頒發「傑出董事獎（2004年）
- 金紫荊星章（GBS）（2005年）
- 香港公開大學頒授榮譽工商管理博士學位（2005年）
- 香港中文大學頒授榮譽社會科學博士學位（2005年）
- 香港恆生大學頒授榮譽社會科學博士學位（2022年）

## 外部連結
- 積極開拓內地市場 滙豐銀行任命首位華人主席
- 榮譽香港中文大學社會科學博士鄭海泉先生讚辭 （页面存档备份，存于）
- 香港金管局鄭海泉簡歷（页面存档备份，存于）